# Parantechinus apicalis
Il dibbler (Parantechinus apicalis Gray, 1842), noto anche come topo marsupiale macchiato, è un marsupiale della famiglia dei Dasiuridi. Unica specie del genere Parantechinus Tate, 1947, è uno dei mammiferi più rari del mondo.

## Descrizione
Il dibbler ha una lunghezza testa-corpo di 14 cm e una coda di 8-11 cm; pesa 40-100 g. Come altri membri della famiglia dei Dasiuridi, ha un caratteristico muso appuntito, canini ben sviluppati, 6-7 denti posteriori affilati e grossi piedi muniti di artigli aguzzi. Il piccolo corpo muriforme è ricoperto da un'ispida pelliccia di colore grigio-brunastro, con caratteristiche brizzolature bianche. La coda è pelosa e affusolata, e attorno agli occhi vi sono due caratteristici anelli bianchi. Le femmine, come quelle della maggior parte dei marsupiali, trasportano i piccoli nel marsupio fino a che non sono pienamente sviluppati.

## Biologia
I dibbler sono attivi perlopiù all'alba e al crepuscolo. Si nutrono di insetti terricoli e di altri invertebrati, ma catturano anche piccole lucertole, uccellini e piccoli mammiferi. Sono carnivori ben adattati, muniti di mascelle robuste e minuscoli denti affilati; sono inoltre incredibilmente agili e sono in grado di correre facilmente anche nel sottobosco più impenetrabile. Non sono solo equipaggiati per cacciare sul terreno, ma sono anche capaci di correre lungo alberi e rocce. I piedi, molto larghi e muniti di artigli, presentano delle pieghe sui cuscinetti plantari che agiscono da ventose.
Le femmine hanno un ciclo estrale all'anno, e si accoppiano in marzo o aprile. Dopo una gestazione di 44 giorni, partoriscono fino a 8 piccoli. Questi ultimi rimangono nel marsupio materno per alcune settimane, finché non divengono troppo grandi.

## Distribuzione e habitat
Il dibbler è endemico dell'Australia sud-occidentale. In natura è presente unicamente nel parco nazionale del Fiume Fitzgerald e sulle isole di Boullanger e Whitlock, ma è stato reintrodotto sull'isola di Escape e nei parchi nazionali di Peniup e Stirling Range.
Predilige le macchie con folto sottobosco e suolo sabbioso, nel quale scava tane e cavità in cui riposa durante il giorno.

## Tassonomia
Il dibbler è l'unico membro del suo genere, Parantechinus («[animale] simile a un antechino»). Il nome specifico, apicalis, significa «appuntito». In passato in questo genere veniva classificato anche lo pseudantechino delle sabbie, posto attualmente in Pseudantechinus.

## Conservazione
Il dibbler è uno dei mammiferi più rari del mondo. Fossili risalenti a epoche recenti indicano che in passato il suo areale si spingeva verso nord fino alla baia degli Squali, sulle coste centro-occidentali dell'Australia Occidentale, ma non veniva più catturato da 83 anni quando, nel 1967, due esemplari vennero presi vivi all'estremità sud-occidentale di questo Stato. Nonostante molteplici tentativi, fino al 1984 ne vennero catturati solamente altri sette esemplari, e altri due vennero trovati morti. La distruzione dell'habitat per fare spazio a terreni agricoli è stata di gran lunga responsabile del declino subito dalla specie in passato, ma ora una riserva di 75 ha protegge il luogo dove il dibbler è stato riscoperto. Nel 1984 un altro esemplare morto venne trovato nel parco nazionale del Fiume Fitzgerald, lungo le coste meridionali dell'Australia Occidentale, e successivamente altri 14 individui furono catturati vivi con trappole nello stesso parco o nei suoi pressi. Nel frattempo, nel 1985 un gran numero di esemplari venne scoperto sulle isole di Boullanger e Whitlock, al largo delle coste occidentali. La IUCN classifica la specie nella categoria «in pericolo» (Endangered).